# Gabas (Fluss)
Der Gabas ist ein Fluss in Frankreich, der in den Regionen Okzitanien und Nouvelle-Aquitaine verläuft. Er entspringt im Gemeindegebiet von Ossun, am Plateau von Ger, zwischen den Städten Pau und Tarbes. Der Fluss entwässert generell Richtung Nord bis Nordwest und mündet nach rund 117 Kilometern im Gemeindegebiet von Toulouzette als linker Nebenfluss in den Adour. Auf seinem Weg durchquert der Gabas die Départements Hautes-Pyrénées, Pyrénées-Atlantiques und Landes.

## Orte am Fluss
- Luquet
- Gabaston
- Escoubès
- Miossens-Lanusse
- Pimbo
- Samadet
- Coudures
- Saint-Sever
- Montaut
- Toulouzette